# Alpenus maculosa
Alpenus maculosa är en fjärilsart som beskrevs av Stoll 1781. Alpenus maculosa ingår i släktet Alpenus och familjen björnspinnare. Inga underarter finns listade i Catalogue of Life.

## Bildgalleri

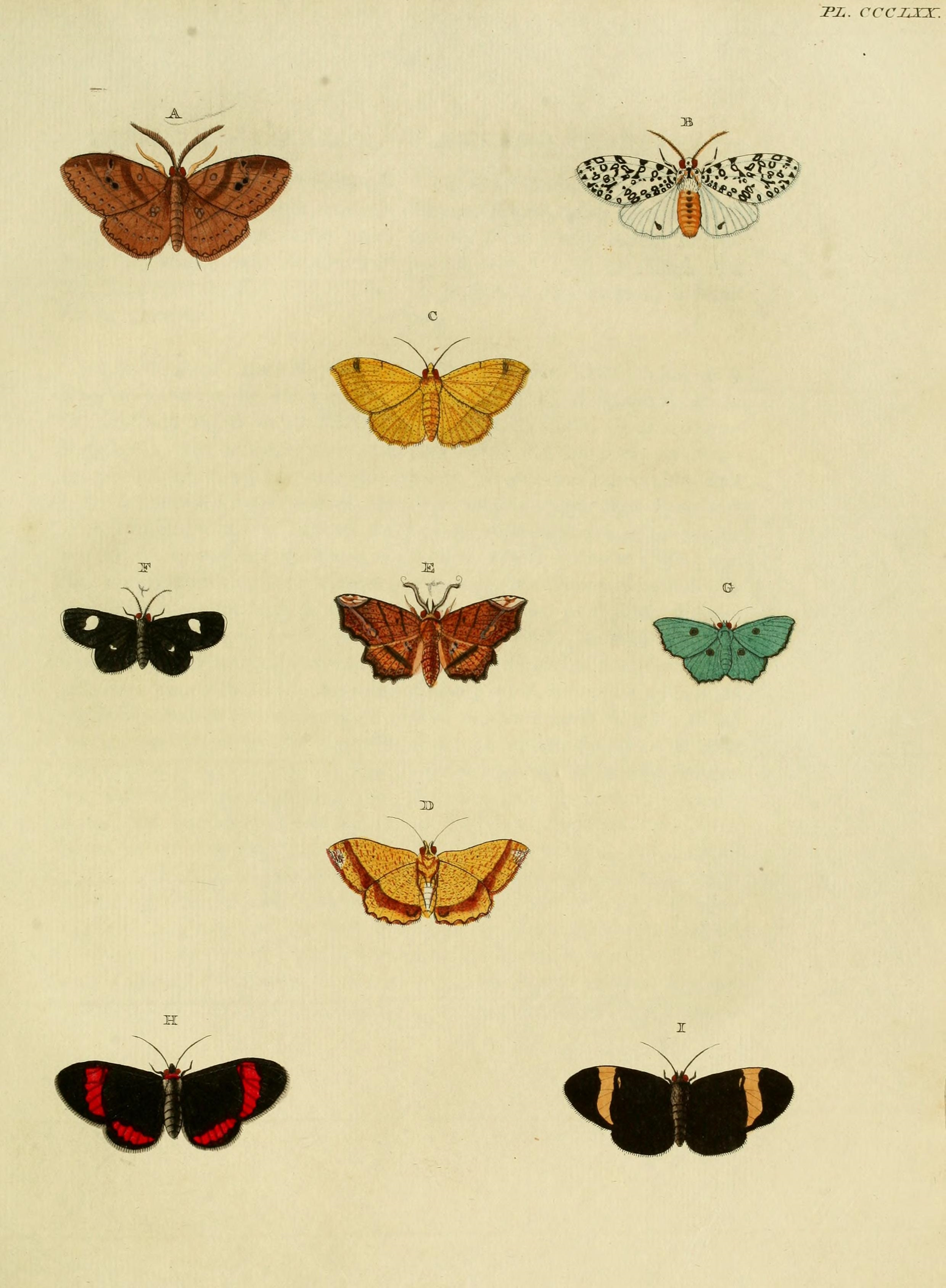